# Beira Interior Norte

Lagekarte des Beira Interior Norte

Beira Interior Norte war eine portugiesische Subregion und Teil der Região Centro und des Bezirks von Guarda. Im Norden grenzte sie an Douro, im Osten an Spanien, im Süden an Beira Interior Sul und an Cova da Beira sowie im Westen an Serra de Estrela und Dão-Lafões. Die Fläche der Subregion betrug 4251 km². 2001 wohnten 115.326 Menschen in Beira Interior Norte. Die Subregion bestand aus neun Kreisen:
- Almeida
- Celorico da Beira
- Figueira de Castelo Rodrigo
- Guarda
- Manteigas
- Mêda
- Pinhel
- Sabugal
- Trancoso